# Rainer Müller (ciclista)
Rainer Müller (Berlín, 30 de julio de 1946) es un deportista alemán que compitió para la RFA en ciclismo en la modalidad de pista, especialista en la prueba de tándem.
Ganó tres medallas en el Campeonato Mundial de Ciclismo en Pista entre los años 1969 y 1971.
Participó en los Juegos Olímpicos de Múnich 1972, ocupando el quinto lugar en la disciplina de tándem.

## Medallero internacional
| Campeonato Mundial | Campeonato Mundial      | Campeonato Mundial | Campeonato Mundial |
| Año                | Lugar                   | Medalla            | Competición        |
| ------------------ | ----------------------- | ------------------ | ------------------ |
| 1969               | Brno (Checoslovaquia)   | Medalla de plata   | Tándem (A)         |
| 1970               | Leicester (Reino Unido) | Medalla de oro     | Tándem (A)         |
| 1971               | Varese (Italia)         | Medalla de plata   | Tándem (A)         |